# 라샤 샤브다투아슈빌리
라샤 게나디스 제 샤브다투아슈빌리(조지아어: ლაშა გენადის ძე შავდათუაშვილი, 1992년 1월 31일~)는 조지아의 유도 선수이다. 2012년 하계 올림픽 남자 하프라이트급에서 금메달을 획득하였고, 2016년 하계 올림픽에서 라이트급 동메달, 2020년 하계 올림픽에서 라이트급 은메달을 획득했다. 